# Mirko Ivanovski
Mirko Ivanovski (mazedonisch Мирко Ивановски; * 31. Oktober 1989 in Bitola, SFR Jugoslawien) ist ein mazedonischer Fußballspieler.

## Karriere

### Verein
Im Jahr 2006 kam Ivanovski im Alter von 16 Jahren in den Kader der ersten Mannschaft seines Heimatvereins FK Pelister Bitola, der seinerzeit in der ersten mazedonischen Liga, der Prva Makedonska Liga, spielte. In der Spielzeit 2007/08 kam er dort zu seinen ersten Einsätzen. Im Sommer 2008 verließ er den Klub zu Makedonija Skopje, wo er fünf Tore in 23 Spielen zum Gewinn der Meisterschaft 2009 beisteuerte. In der darauf folgenden Saison trat der Klub aus Protest gegen den mazedonischen Fußballverband nicht an und wurde zur Mitte der Spielzeit aus der Liga ausgeschlossen. Ivanovski wechselte daraufhin auf Leihbasis zu Slavia Prag nach Tschechien. Im Sommer 2010 nahm ihn der polnische Erstligist Arka Gdynia unter Vertrag. Bei Arka wurde er zur Stammkraft, konnte aber im Saisonverlauf nur drei Tore erzielen. Sein Verein musste am Ende der Spielzeit absteigen. Er blieb auch in der 1. Liga in Gdynia, verpasste jedoch mit seiner Mannschaft den Wiederaufstieg.
Im Sommer 2012 verpflichtete der rumänische Erstligist Astra Giurgiu Ivanovski. Dort konnte er die Saison 2013/14 als Vizemeister hinter Steaua Bukarest abschließen und gewann mit seinem Team anschließend den rumänischen Pokal. Im Sommer 2014 wechselte er zu Ligakonkurrent CFR Cluj. Diesen verließ er Anfang 2015 bereits wieder und schloss sich dem ungarischen Erstligisten Videoton FC an. Er wurde mit der Mannschaft Meister.
Im Januar 2016 wechselte er in die 2. türkische Liga zu Boluspor und im Sommer 2016 zu NK Slaven Belupo Koprivnica. Nach zwei Jahren folgte eine Anstellung bei Hajduk Split, bevor Ivanovski nach Ungarn wechselte. Zwei Jahre später unterschrieb er bei Dinamo Bukarest.

### Nationalmannschaft
Ivanovski kam am 22. Dezember 2010 im Freundschaftsspiel gegen China zu seinem ersten Einsatz für die mazedonische Nationalmannschaft. Im EM-Qualifikationsspiel gegen Andorra am 6. September 2011 kam er zu seinem einzigen Treffer, der den 1:0-Erfolg seines Landes bedeutete.  Bis 2015 bestritt er 27 Spiele.

## Erfolge
- Mazedonischer Meister: 2009
- Ungarischer Meister: 2015
- Rumänischer Pokalsieger: 2014